# Trachyscelida robusta
Trachyscelida robusta es una especie de insecto coleóptero de la familia Chrysomelidae.
Fue descrita científicamente en 1888 por Jacoby.